# Тур Брунея
Тур Брунея (фр. Tour de Brunei, официально англ. Butra Heidelberg Cement Tour) — шоссейная многодневная велогонка, в 2011 и 2012 годах проводившаяся по дорогам Брунея в рамках UCI Asia Tour.
Маршрут обоих гонок состоял из пяти этапов, которые финишировали в столице страны Бандар-Сери-Бегаван. Большинство этапов также начинались и (или) заканчивались в столице.

## Призёры
| Год  | Победитель       | Второй             | Третий              |
| ---- | ---------------- | ------------------ | ------------------- |
| 2011 | Синъити Фукусима | Адик Хусейни Отман | Хоссейн Джаханбанян |
| 2012 | Хоссейн Аскари   | Чинь Дык Там       | Харриф Саллэх       |